# Melanagromyza volubilis
Melanagromyza volubilis är en tvåvingeart som beskrevs av Spencer 1965. Melanagromyza volubilis ingår i släktet Melanagromyza och familjen minerarflugor. Inga underarter finns listade i Catalogue of Life.